# Skywalker Sound
Skywalker Sound ist ein Unternehmen für Soundeffekte, Tonbearbeitung und Remastering in den USA. Das Unternehmen wurde mit 18 Oscars für den besten Sound und den besten Toneffektschnitt ausgezeichnet sowie für mehrere Oscars nominiert, außerdem wurde Skywalker Sound mit Golden Reel Award, C.A.S. Award (Cinema Audio Society), BAFTA, Emmy, Grammy und HPA Award (Hollywood Professional Association) ausgezeichnet oder nominiert. Das Unternehmen ist in der Skywalker Ranch in Nicasio, Kalifornien beheimatet.

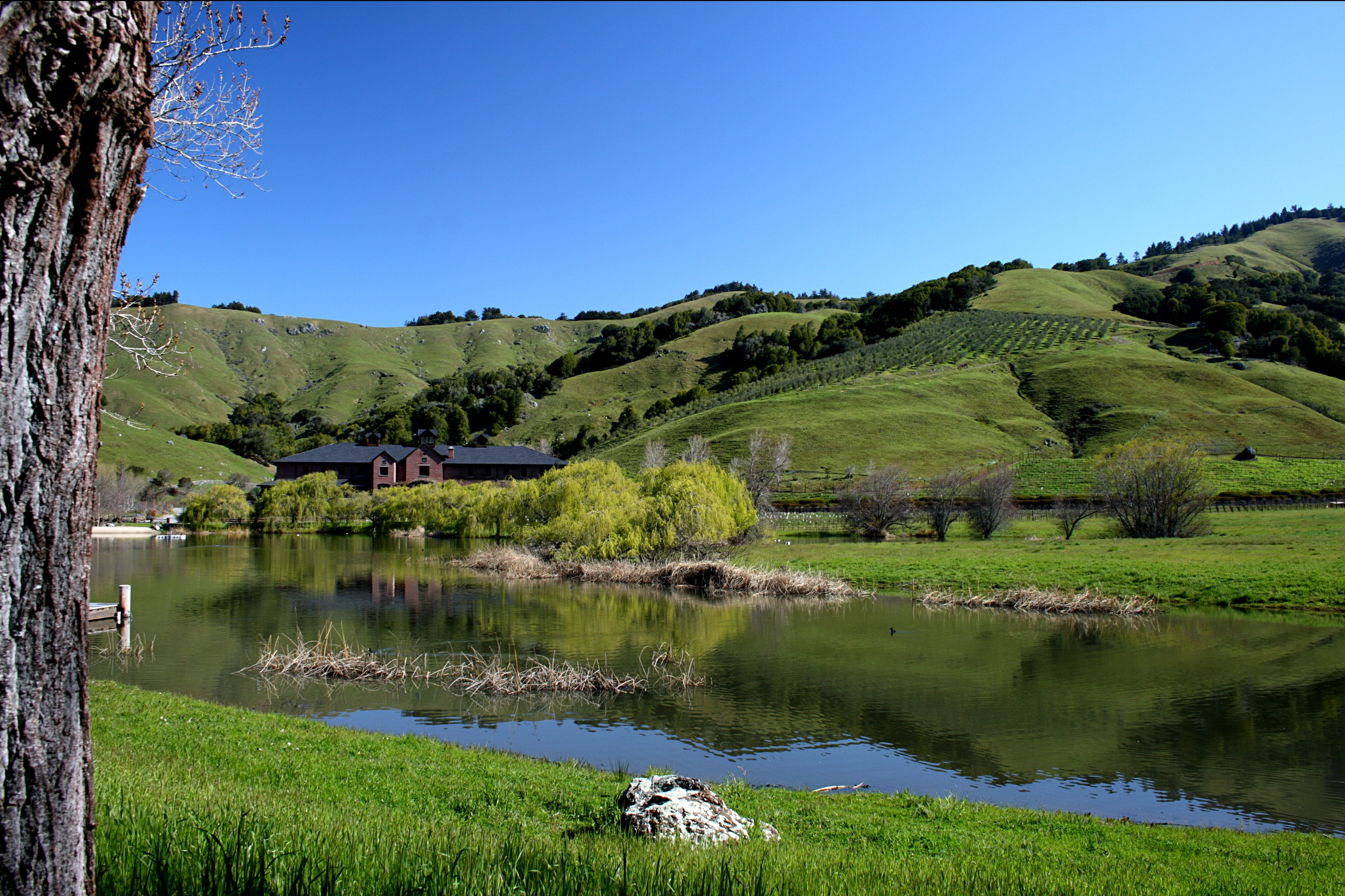
Skywalker Ranch, der Sitz von Skywalker Sound

Der Soundtrack aller Star-Wars-Filme wurde in den Studios von Skywalker Sound produziert.
Neben einem Tonstudio (Scoring Stage) verfügt Skywalker Sound über sechs Mix-Studios, Automatic Dialogue Recording, 34 Schnittplätze und einen Vorführraum mit 300 Sitzplätzen.

## Geschichte
1975 gründete George Lucas die Sprocket Systems, eine Produktionsgesellschaft, die sich mit Sounddesign, Sound mixing und Soundeffekten befasste.
Die Gesellschaft teilte sich Räume mit Industrial Light & Magic in San Rafael.
1987 zog das Studio in einen Neubau auf der Skywalker Ranch um und nannte sich ab diesem Zeitpunkt Skywalker Sound.

## Mitarbeiter (Auswahl)
- Richard Beggs – Galaxy Quest – Planlos durchs Weltall, Lost in Translation
- Tom Bellfort – Titanic
- Steve Boeddeker – Hellboy
- Christopher Boyes – Titanic, Pearl Harbor, Titan A.E.
- Ben Burtt – Star Wars, WALL-E, Indiana Jones
- Benjamin A. Burtt : Black Panther, Jurassic World
- Richard Hymns – Indiana Jones und der letzte Kreuzzug, Jurassic Park, Der Soldat James Ryan